# Hachis parmentier
El hachis parmentier és una especialitat gastronòmica francesa. En la seva versió tradicional es un gratinat de capes de puré de patates, intercalades amb carn picada de bou crua o prèviament guisada o bé peix cuit, ceba, julivert i un ou. Algunes variants d'aquest plat porten carn de pollastre. El mot hachis (que significa picat, esmicolat) denomina la característica principal d'aquest plat: que els ingredients estan esmicolats.
El plat deu el seu nom al nutricionista Antoine-Augustin Parmentier que va promocionar el consum de la patata, importada a Europa des de feia poc temps d'Amèrica, i que no gaudia de molta acceptació. Convençut del seu valor nutricional per a combatre l'escassetat d'aliments en una època de fam, l'hi va donar a provar al mateix rei Lluís XVI de França. Frédéric Zégierman, periodista gastronòmic especialitzat, va escriure «el hachis parmentier va néixer a París. Troba la seva noblesa en moltes cerveseries de la capital que reprodueixen l'antic plat basat en puré de patates i carn picada. Alguns cuiners innoven introduint nous vegetals i herbes».
Atès que permet aprofitar les restes de carn de qualsevol guisat és una recepta estesa universalment, n'existeixen diverses variants com ara el pâté chinois (que inclou blat de moro i es consumeix al Quebec i Nova Brunswick) o el shepherd's pie i el cottage pie britànics que porten, a més, una base de verdures.